# Gros Ilot Sesame
Gros Ilot Sesame ist eine kleine Insel der Republik der Seychellen im Atoll Aldabra. Sie liegt zusammen mit anderen Riffinseln in der Lagune, südlich der Insel Malabar.

## Geographie
Die Insel liegt in der Lagune im Norden des Atolls m Südsaum der großen Schwesterinsel Malabar. Sie ist nur durch einen schmalen Kanal von ihr getrennt und im Umfeld liegen weitere Mangoven-Inselchen.